# Дом Штегельмана
Дом Штегельмана — памятник архитектуры. Расположен в Санкт-Петербурге, современный адрес дома — набережная реки Мойки, 50, университетский корпус 2 (48-50-52, литера А).
Построен в 1750—1753 годах (по другим данным — в 1758 году) Б. Растрелли для купца, придворного поставщика Г. Х. Штегельмана. Двухэтажное здание, расположено в глубине участка, два флигеля стоят вокруг парадного двора, выходящего на Мойку. Изначально было оформлено в стиле барокко. Со стороны Казанской улицы за домом был сад в регулярном стиле. Возможно, первая перестройка дома произошла в 1760 году.

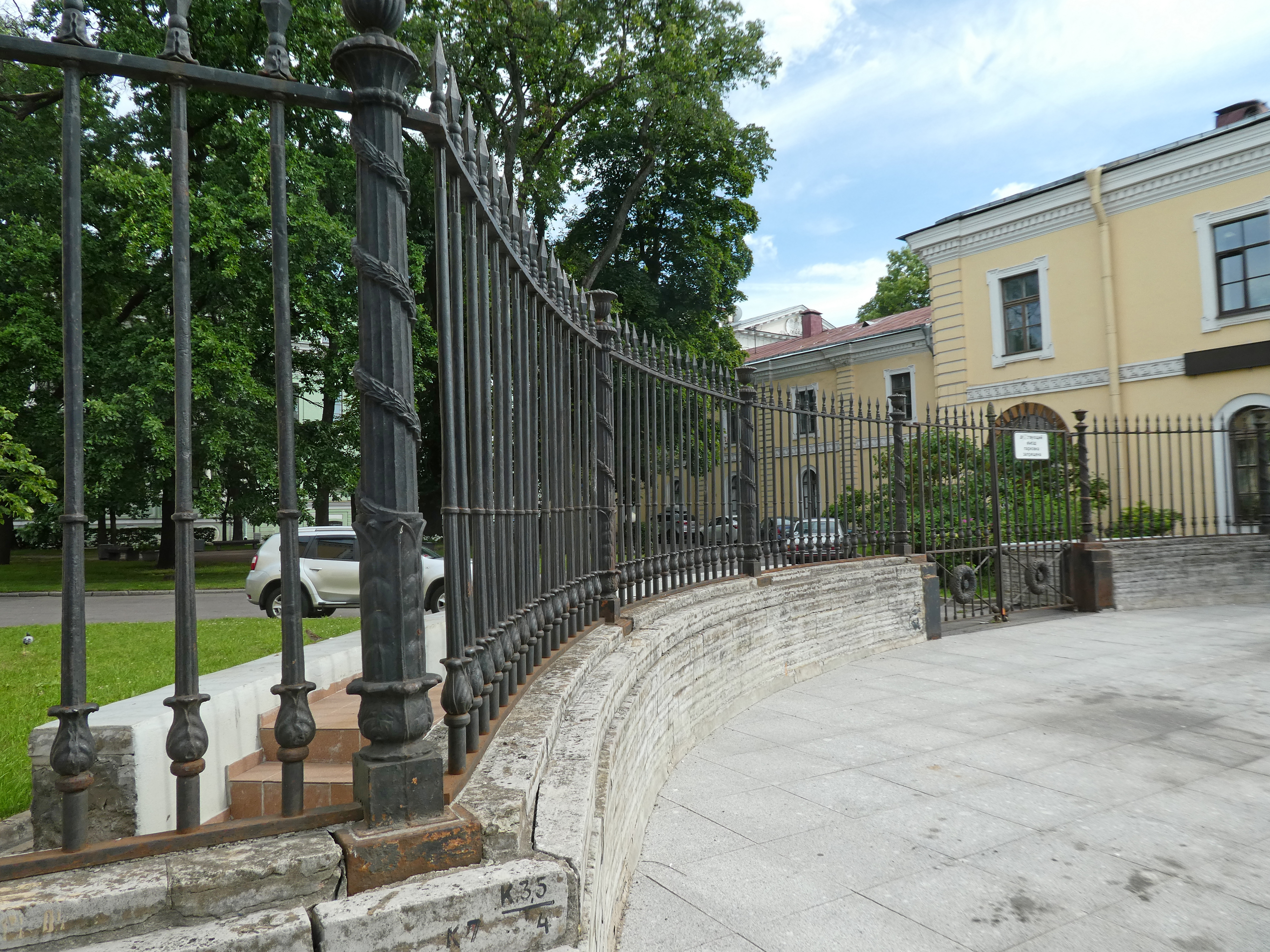
Металлическая на каменном цоколе ограда 1840-х годов

В 1764 году после смерти Штегельмана дом приобрела казна, после чего в 1765—1768 годах здание было перестроено неизвестным архитектором (возможно, Антонио Ринальди или Ю. М. Фельтеном) для фаворита Екатерины II графа Г. Г. Орлова, который прожил в доме пару лет, до выхода из фавора. Первоначальная декоративная обработка в следовом количестве сохранилась только на цокольном этаже. Центральный ризалит главного фасада при перестройке получил пилястры большого ордера, на первом этаже лицевой стороны были прорезаны проёмы, украшенные колоннами ионического ордера. В нишах размещены тонко вылепленные вазы и гирлянды, что характерно для зданий раннего классицизма. У здания высокое крыльцо.
С 1783 года и до мая 1794 года дом принадлежал Фридриху Ангальту, директору Сухопутного кадетского корпуса. Потом в нём несколько дней после освобождения из Петропавловской крепости жил Тадеуш Костюшко. С 1797 года зданием владел граф А. Г. Бобринский, который отдал дом Воспитательному дому.
В 1808 году главное здание и боковые флигели были надстроены четвёртым этажом. Каменную ограду со стороны Мойки в 1840-х годах заменили на металлическую на каменном цоколе. Особняк был объединён с домом Разумовского трёхэтажным корпусом, со стороны сада сделана пристройка, корпус с монументальным портиком, колонны которого сделаны из известняка, и символом Воспитательного дома на фронтоне — кормящим птенцов пеликаном. В 1838—1839 годах П. С. Плавов переделал интерьеры. Сад со стороны Мойки в 1866 году был заново распланирован А. Рохелем и Овчинниковым.
Позже в здании находилось женское профессиональное училище (для наиболее успешных в учёбе воспитанниц сиротского дома была открыта возможность за 4 года бесплатно получить профессию няни или фельдшерицы). С 1918 года здание стало учебным корпусом Государственного педагогического института им. А. И. Герцена.